# アドレノクロム
アドレノクロム（英語: Adrenochrome）は、アドレナリン（エピネフリン）の酸化によって生成される分子式C9H9NO3の化合物。誘導体のカルバゾクロムは止血薬として用いられる。化学名は類似しているがクロムとは無関係である。

## 特徴
アドレノクロムは、前駆体であるアドレナリンの酸化で生成される化合物である。化学式はC9H9NO3である。プロカインなど局所麻酔の使用時に血管収縮剤としてアドレナリンが用いられる際の局所的な止血作用は、アドレノクロムによるもので、実際研究によってアドレノクロムは出血時間短縮の効果があることが判明している。乾燥状態だと赤色もしくは赤紫色で、溶液中にはピンク色で検出されるが、重合すると茶色に変わる。 
不安定な化合物で、特に人体の組成に近いpH7.3、37℃などの状況下で分解がみられる。生体内ではアドレナリンの酸化のみで生成されるが、生体外ではカテコール酸化酵素もしくは酸化銀 (Ag2O) や赤血塩が酸化剤として使用されている。不安定性からアドレノクロムの5位をセミカルバゾンにしたカルバゾクロムが開発されたが、水に難溶性で治療効果が上がらなかった。

## 研究史

### 発見
1937年にデイビッド・グリーン (David E. Green) らがカテコールオキシダーゼを用いて得たのが初とされる。1960年代にジュリアス・アクセルロッドがアドレナリンの代謝の研究に当たって代謝産物としてのアドレノクロム及びその原因酵素を発見したことを報告している。

### 脳への影響
1950 - 60年代に15人以下の被験者を用いて行われた数回の小規模な研究では、アドレノクロムが思考障害や現実感消失症などの精神病反応を引き起こしたという報告がなされた。
1954年にカナダのエイブラム・ホッファー及びイギリスのハンフリー・オズモンド (Humphry Osmond)、ジョン・スミシーズ (John Raymond Smythies) といった研究者は、アドレノクロムは神経毒性および精神異常発現物質であり、統合失調症などの精神的な病を引き起こすと主張した。彼らは「アドレノクロム仮説」と呼び、ビタミンCとナイアシンの大量投与で脳内のアドレノクロムを減らして統合失調症を治すことが可能だと推測した（オーソモレキュラー療法）。
しかし、そのような強力な抗酸化剤による統合失調症の治療は多くの物議を醸した。1973年にアメリカ精神医学会は、ホッファーらの提唱するナイアシンを用いた統合失調症治療の研究に方法論的欠陥があったことを報告し、治療の効果を裏付けない追跡研究についても言及した。 米国、カナダおよびオーストラリアでの追加の研究でも同様に統合失調症治療としてのメガビタミン療法の効果は確認できなかった。こうして精神異常発現性物質の可能性があるという証拠が多少あったにもかかわらず、統合失調症ではアドレノクロムが確認できなかったため、「アドレノクロム仮説」は衰退した。 
2000年代初頭、アドレノクロムはニューロメラニン形成の中間体として通常生成される可能性があることがわかり、再び脚光を浴びた。アドレノクロムは少なくとも部分的にはグルタチオン-S-トランスフェラーゼによって解毒されることから、この発見の重要性は高いと言えるが、しかし一方で複数の研究ではこの酵素の遺伝的欠陥が発見された。

## 利用と法規制
アドレノクロムは主にその止血効果が利用される。しかし不安定な物質でアドレノクロム自体を応用するのは困難であるため、一層安定性のが高いアドレノクロムモノアミノグアニジンやアドレノクロムモノセミカルバゾンが開発され、血管強化剤として使用されるようになった。しかし上述の通り水に難溶性であったため1956年にカルバゾクロムスルホン酸ナトリウムが開発されて血管強化剤として利用されている。
研究用の試薬として実験に用いられることも多い。日本では富士フイルム和光純薬株式会社が「D,L-Adrenochrome」として販売していたが現在は終売した。製造元はToronto Research Chemicals Inc.。
アメリカ合衆国の規制物質法では触れられていない。しかしアメリカ食品医薬品局によって承認された医薬品ではないので、もし栄養補助食品として生産する場合は適正製造基準に準ずる必要がある。

## 文化
- 作家のハンター・S・トンプソンは1971年の著書『ラスベガスをやっつけろ』でアドレノクロムについて述べており、そのシーンは映画版にも登場する。ただしDVDのオーディオコメンタリーでは、監督のテリー・ギリアムが自身とトンプソンの描写が誇張であることを認めている。 ギリアムはこの薬は完全に架空のものだと主張し、同じ名前の物質の存在を知らないようである。トンプソン自身もまた著書『Fear and Loathing on the Campaign Trail '72』で再び言及しており、「4月」の章 (p.140) の脚注で「それは真夜中すぎの薄汚いホテルの一室でのことで、会話の記憶は酒とブタ肉と40㏄のアドレノクロムの大量摂取で朦朧としている。」と書かれている。
- 「Appetite For Adrenochrome」はアメリカのパンクバンド、グルーヴィー・グーリーズのデビューアルバムのタイトル[18]。
- 生きた人間から副腎を摘出し、乱用するためのドラッグとしてアドレノクロムを入手するという筋書きは、テレビドラマ「オックスフォードミステリー ルイス警部」(2008) のシーズン1第2話「復讐の女神」の回で用いられた[19]。
- 『アドレノクロム』はトム・サイズモアとラリー・ビショップが出演する2018年のトレヴァー・シムズ監督のインディペンデント映画[20]。
- アドレノクロムはしばしばオルタナ右翼による陰謀論で引き合いに出されることがある[21][22]。